# Carrer de Sants
El carrer de Sants és un dels principals eixos del barri de Sants, del districte de Sants-Montjuïc i també del districte de les Corts. Deu el seu nom al barri i a l'antic municipi, provinent del de l'església de Santa Maria de Sants (segle viii). Sovint és anomenada carretera de Sants, antigament era anomenada carretera de Madrid i més tard carretera Real.
El tram entre el carrer Joanot Martorell (antiga Riera de Magòria) pren el nom de Carrer de la Creu Coberta i correspon al tram que transcorre al barri d'Hostafrancs
El carrer de Sants és un dels principals nuclis d'activitat econòmica, especialment activitat comercial dels barris de Sants i Hostafrancs, la qual cosa ha donat lloc al lema del "Carrer comercial més llarg d'Europa", pel gran nombre de comerços existents al llarg dels 2,2 km que van des de Riera Blanca fins a plaça Espanya, incloent-hi també la Creu Coberta. Gestiona els seus comerços a través de la Fundació Barcelona Comerç i l'Associació de Comerciants de Creu Coberta.
També concentra alguns dels edificis més destacats d'aquests barris com les Cotxeres de Sants, la seu del districte o el Mercat d'Hostafrancs.